# Bidens sierra-leonensis
Bidens sierra-leonensis là một loài thực vật có hoa trong họ Cúc. Loài này được Mesfin mô tả khoa học đầu tiên năm 1993.